# Leukoplast
Leukoplast (von altgriechisch λευκός leukós, deutsch ‚weiß‘ und lat. emplastrum ‚Verband‘) ist ein Markenname für medizinisches Klebeband. Es ist ein Rollenpflaster aus Viskosefasergewebe (früher auch als Zellwollgewebe bezeichnet), das mit Zinkoxid-Kautschuk-Harz-Kleber beschichtet ist. Leukoplast wurde seit 1921 von der Beiersdorf AG vertrieben.

## Entwicklung
Leukoplast wurde im Jahr 1901 von dem Chemiker Isaak Lifschütz und dem Besitzer der Firma Beiersdorf, Oscar Troplowitz entwickelt. Der promovierte Pharmakologe Troplowitz hatte die Fabrik im Jahr 1890 von Paul Carl Beiersdorf gekauft und mit Unterstützung von Chemikern und Dermatologen zahlreiche Produkte entwickelt, die zum Teil noch heute bekannt und verbreitet sind. Gemeinsam mit Lifschütz erfand Troplowitz – neben Leukoplast – auch Nivea.

## Produkt

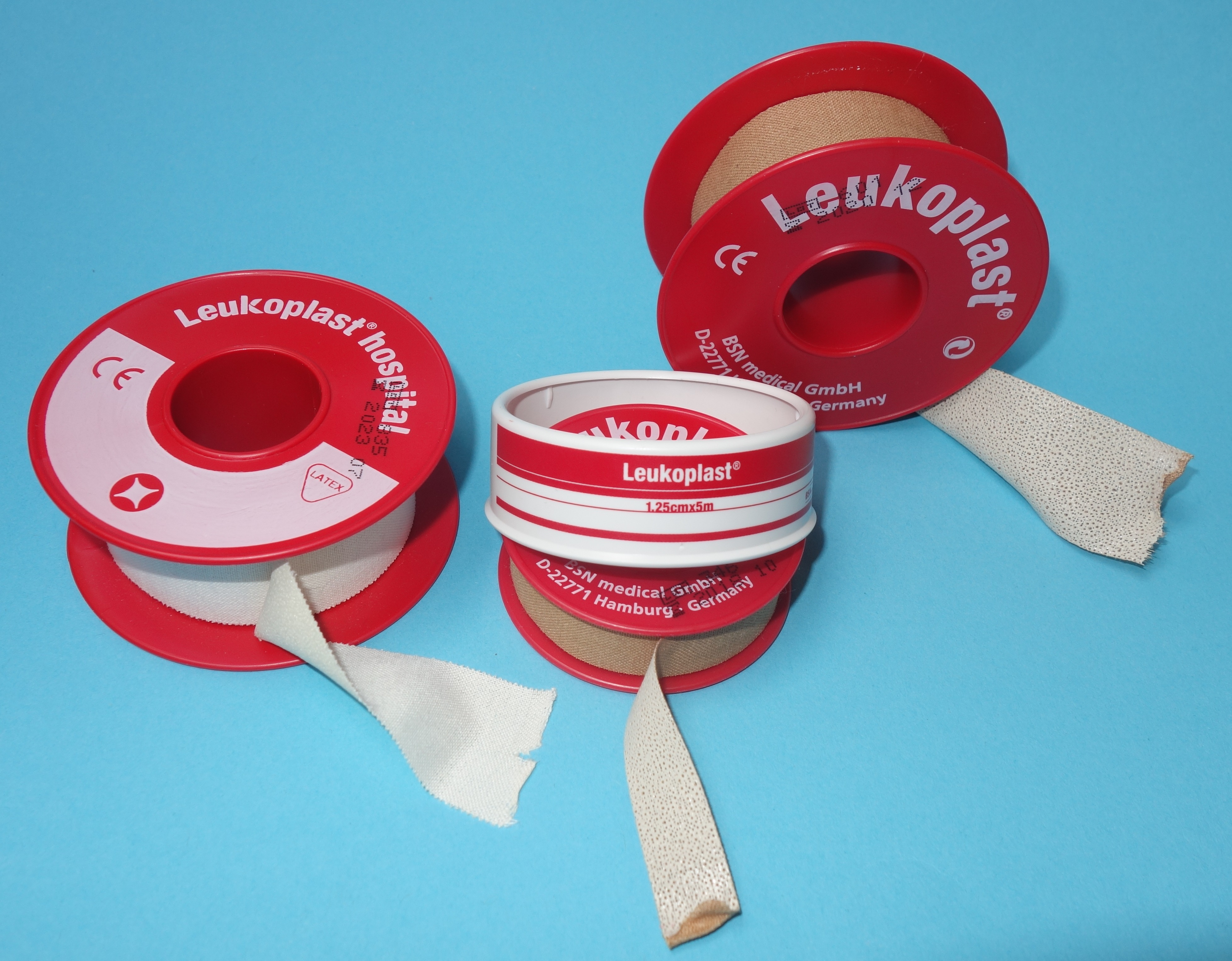
Drei Leukoplast-Varianten von BSN medical GmbH (Kunststoffspulen und Kunststoffdose)

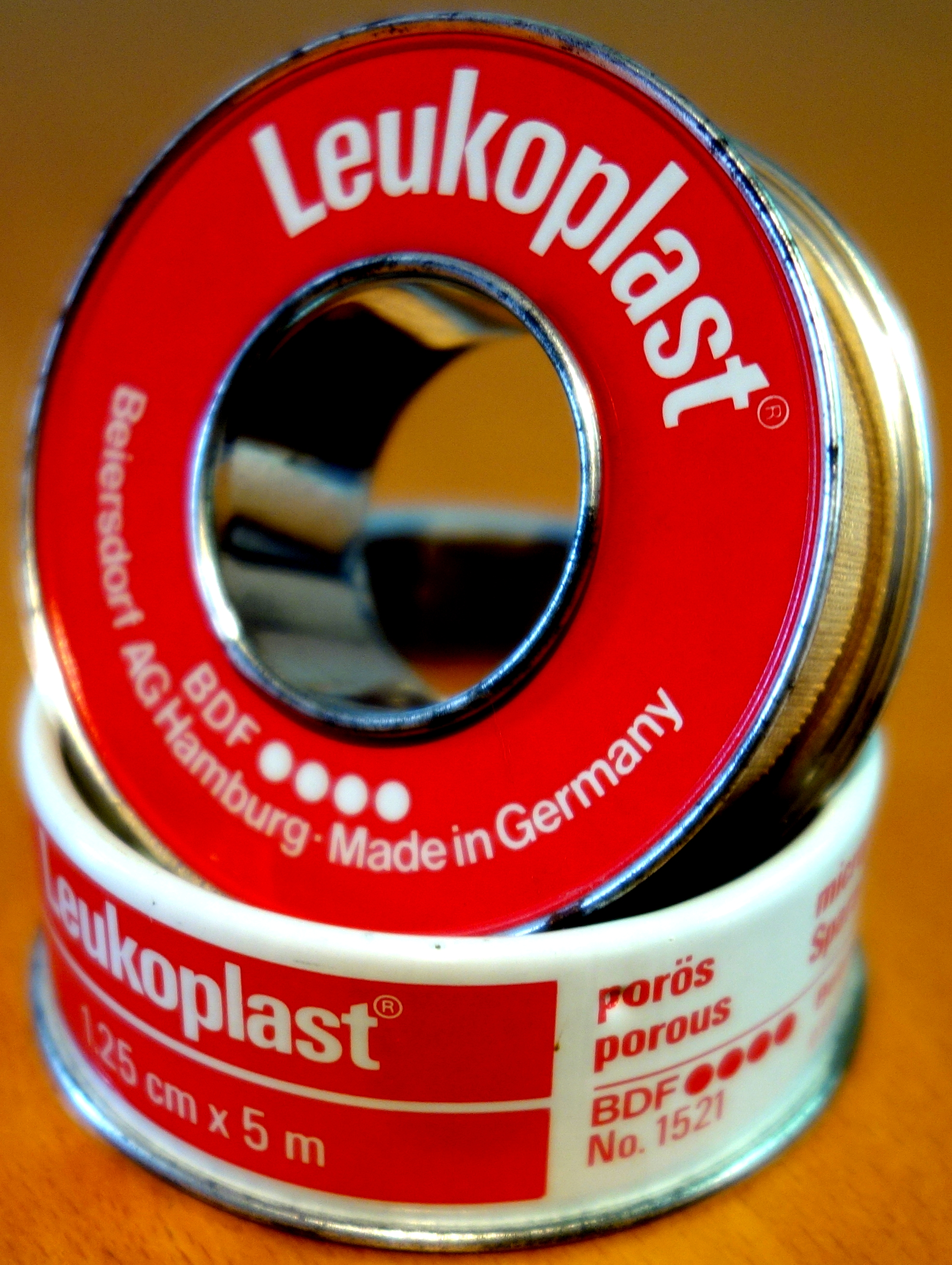
Leukoplast auf Blechspule in Blechdose von Beiersdorf

Anfänglich wurde es in den Darreichungsformen Rollenware zu 1 m in den Breiten 1, 2, 3 und 5 cm angeboten. Um 1964 wurden dann die einzelnen Breiten zusammengezogen (1,25 cm, 2,5 cm). Die Breite 3 cm gab es nur noch bis 1964 und die Breite 5 cm wahrscheinlich nur noch bis 1940. Eine weiße Variante mit dem Zusatz „Hospital“ besteht aus weniger stark haftendem, leichter reißbarem Material.
Als zweite Verpackungsart gab es (wie heute noch) die Spulenware mit 5 m Länge in drei Breiten (1,25 cm, 2,5 cm und 5 cm). Als Verpackungsmaterial wurden Blech- und Plastikdosen, Pappfaltschachteln und Kunststoffspulen eingesetzt.
Leukoplast als Eigenname gehört der BSN medical GmbH aus Hamburg, die die jeweiligen Produkte seit 2001 vertreibt und derzeit ihrerseits dem Hygieneartikelproduzenten Essity gehört. Zu den Produktrechten gehören auch die Verpackungsfarbe Rot und der Überstülpring. Beiersdorf vertreibt das Produkt unter dem Namen Hansaplast Classic Fixierpflaster. Dessen Spulenring ist rot.

## Anwendung
Leukoplast ist ein Heftpflaster, das zur Befestigung von nicht selbstklebenden Wundauflagen dienen kann, beispielsweise einer Mullkompresse. Solche Fixierpflaster werden zudem verwendet, um Bandagierungen oder eine Kompressionstherapie aus Kurzzugbinden zu fixieren.

## Trivia
Als frühe Form des Gewebebandes fand Leukoplast als Gattungsname auch außerhalb der Medizin Verwendung. Da es als eines der ersten Produkte dieser Art weit verbreitet und leicht erhältlich war, wurde es auch im Haushalt verwendet und für alle möglichen Bastelarbeiten als Universalmittel empfohlen. Der Kleinwagen Lloyd LP 300, dessen Karosserie aus Sperrholz und Kunstleder bestand, wurde scherzhaft Leukoplastbomber genannt. Kleinere Schäden am Kunstleder konnte man mit Leukoplast kleben. Der Name war im Zweiten Weltkrieg bereits für das Ambulanzflugzeug Focke-Wulf Fw 58 verbreitet.